# Mayumi Kawasaki
Mayumi Kawasaki (japonès: 川崎真裕美)  (Kasama, 10 de maig de 1980) és una marxadora japonesa de la prefectura d'Ibaraki. Va representar el seu país en la cursa de 20 km marxa als Jocs Olímpics de 2004, 2008 i 2012. El seu millor temps personal per a aquesta disciplina és de 1:28:49 hores.
Tres vegades campiona asiàtica de marxa, va ostentar el rècord nacional i és la segona marxadora japonesa més ràpida després de Masumi Fuchise. Kawasaki va competir al Campionat del Món d'atletisme en quatre ocasions i el seu millor resultat va ser la desena posició el 2007.

## Carrera
Tot i que va néixer a la prefectura de Fukushima, va créixer a Kasama (prefectura d'Ibaraki) i va començar a competir en curses de marxa quan era adolescent. El seu primer èxit internacional va arribar als Campionats Asiàtics d'Atletisme Júnior de 1999, on va quedar segona darrere de la xinesa Li Yurui en els 10.000 metres de marxa en pista. Va aconseguir el seu gran èxit el 2003, amb victòries a la competició japonesa i als Jocs Nacionals del Japó, abans d'establir un temps rècord nacional d'1:32:16 hores. El va millorar establint 1:31:19 hores als campionats japonesos de 2004 i va ser seleccionada per a l'equip olímpic, tot i que les lesions van provocar que acabés en 40a posició.
Kawasaki va defensar el seu títol nacional l'any 2005 i va competir pel Japó al Campionat del Món d'atletisme de 2005, millorant el seu rendiment anterior a nivell mundial en classificar-se en el lloc 31 de la general. Va tancar l'any amb una aparició als Jocs d'Àsia Oriental de 2005, on va quedar en quarta posició per darrere la seva compatriota Sachiko Konishi. Les lesions la van afectar l'any següent, obligant-la a retirar-se dels Jocs Asiàtics de 2006, tot i que va aconseguir ocupar la sisena posició als Campionats asiàtics de marxa d'aquell any i la 52a a la Copa del Món de Marxa de la IAAF. L'any 2007 Masumi Fuchise li va prendre el seu rècord nacional però Kawasaki es va recuperar amb una marca personal i un temps rècord d'1:28:56 hores i va guanyar els Campionats Asiàtics de Marxa de 2007. Aquella mateixa temporada va quedar en desena posició al Campionat del Món d'atletisme de 2007 celebrat a Osaka: aquest va ser el millor resultat d'una atleta japonesa a la competició.
L'any 2008, a Kobe, va participar en la seva segona cursa de menys d'una hora i mitja, guanyant la cursa pel títol nacional en 1:29:28 hores. Kawasaki va guanyar el títol asiàtic per segon any consecutiu i es va seleccionar per als Jocs Olímpics de Pequín de 2008, on va ser la tercera millor finalista asiàtica, acabant en 13a posició amb un temps de 1:29:43 hores. Es va unir al club d'atletisme de Fujitsu el novembre de 2008. Als campionats japonesos de marxa de 2009 Kawasaki i la seva rival nacional Fuchise van aconseguir els millors temps entre les marxadores japoneses: Kawasaki va millorar el seu millor temps a 1:28:49 hores, però Fuchise va guanyar el títol arribant 46 segons davant d'ella. Kawasaki va adoptar una tàctica de caminar agressiva al Campionat del Món d'atletisme de 2009 però el mètode no va donar els seus fruits, ja que va ser desqualificada per aixecar el peu, la primera desqualificació d'aquest tipus en la seva carrera professional.
Va guanyar el seu tercer títol asiàtic consecutiu a finals de 2009 i va entrar en setena posició a la final de la Copa del Món de marxa de la IAAF del 2010. Va ser quarta en marxa als Jocs Asiàtics de 2010 i va fer la seva quarta aparició consecutiva al Campionat del Món d'atletisme de 2011 de Daegu, acabant en 22a posició. Als campionats japonesos de 2012, que es van fer a Nomi City, va quedar segona darrere de Masumi Fuchise.

## Jubilació
Kawasaki es va retirar poc després de tornar al Japó dels Jocs Olímpics de Londres de 2012 i va deixar Fujitsu el gener de 2013. Es va casar i, amb el seu marit, dirigeix Kitahachi Onsen Inn a la ciutat de Komatsu, a la prefectura d'Ishikawa.

## Assoliments
| Representant Japó | Representant Japó                      | Representant Japó | Representant Japó | Representant Japó | Representant Japó |
| ----------------- | -------------------------------------- | ----------------- | ----------------- | ----------------- | ----------------- |
| 1999              | Campionats Asiàtics d'Atletisme Júnior | Singapur          | 2a                | 10.000 m          | 52:36.98          |
| 2004              | Jocs Olímpics                          | Atenes            | 40a               | 20 km             | 1:37:56           |
| 2005              | Campionat del Mòn d'atletisme          | Hèlsinki          | 31a               | 20 km             | 1:37:30           |
| 2007              | Campionat del Mòn d'atletisme          | Osaka             | 10a               | 20 km             | 1:33:35           |
| 2008              | Jocs Olímpics                          | Pequín            | 13a               | 20 km             | 1:29:43           |
| 2009              | Campionat del Mòn d'atletisme          | Berlín            | –                 | 20 km             | desqualificada    |
| 2009              | Campionat d'Àsia                       | Canton            | 1a                | 20 km             | 1:30:12           |
| 2010              | Copa del Món de marxa                  | Chihuahua         | 7a                | 20 km             | 1:34:53           |
| 2010              | Asian Games                            | Canton            | 4a                | 20 km             | 1:35:13           |
| 2011              | Campionat del Món d'atletisme          | Daegu             | 22a               | 20 km             | 1:35:03           |
| 2012              | Jocs Olímpics                          | Londres           | 18a               | 20 km             | 1:30:20           |